# Kalifornier

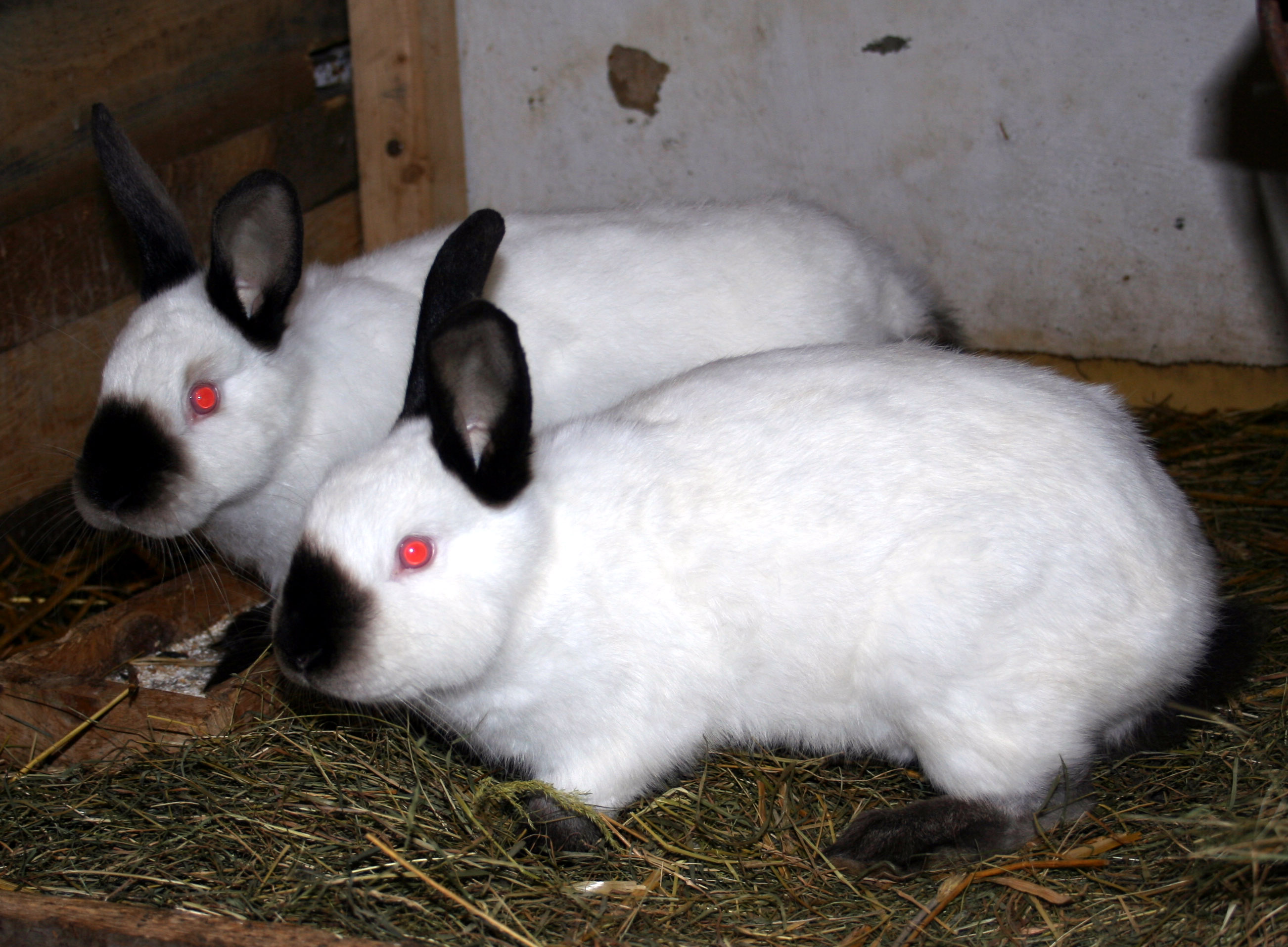
Kalifornierkaninchen

Der Kalifornier ist eine mittelgroße Kaninchenrasse.

## Aussehen des Kalifornierkaninchens
Das Kalifornierkaninchen wurde als Wirtschaftskaninchen gezüchtet, bei dem das Aussehen zweitrangig war. Es gleicht im Typ mit dem blockigen Rumpf, den relativ kurzen fleischigen Ohren und kräftigen Gliedmaßen dem Weißen Neuseeländerkaninchen, das auch bei der Herauszüchtung der Rasse verwendet wurde. Farblich entspricht der Kalifornier dem Russenkaninchen, das ebenfalls an der Entstehung des Kaliforniers beteiligt war.
Dementsprechend besitzt der Kalifornier ein reinweißes Fell, rote Augen sowie gefärbte Ohren, Läufe, Schnauzpartie (Maske) und Blume. Das Kalifornierkaninchen ist in den Farbschlägen Schwarz, Blau und Braun anerkannt. Der ursprüngliche, schwarze Farbenschlag ist der häufigste.
Die entsprechenden Erbformeln lauten:
- Schwarz: anBCDg (Deutsche Symbolik) bzw. aBchDE (Englische Symbolik)
- Havannafarbig (Braun): anBcDG (Deutsche Symbolik) bzw. aBchdE (Englische Symbolik)
- Blau: anBCdg (Deutsche Symbolik) bzw. abchDE (Englische Symbolik)

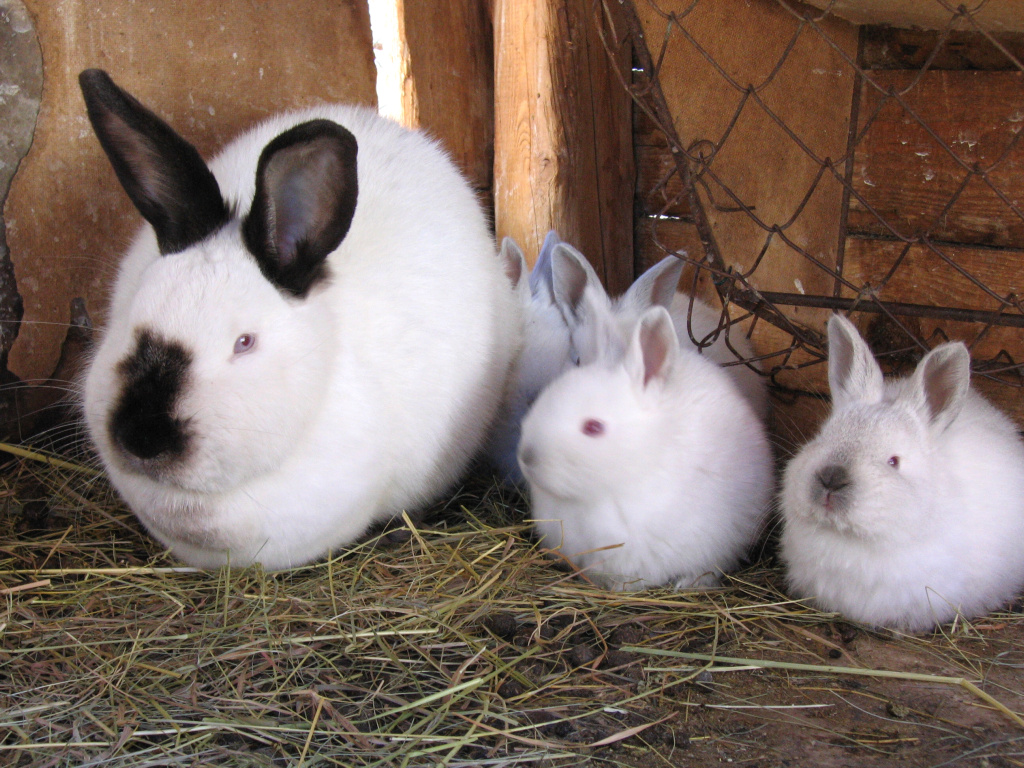
Kalifornierkaninchen, deutlich zu erkennen sind die noch unvollständig entwickelten Abzeichen der Jungtiere

Die Zeichnung wird durch den Russenfaktor bestimmt, deshalb werden die Tiere rein weiß geboren und zeigen das Phänomen der Kälteschwärzung. Aufgrund der kompakteren Form zeigen Kalifornier meist eine verwaschenere Zeichnung als Russenkaninchen.
Das Kalifornierkaninchen soll ein Gewicht von 4 bis 5 kg aufweisen; Tiere mit weniger als 3,5 und mehr als 5 kg werden auf Rassekaninchenausstellungen von der Bewertung ausgeschlossen.

## Geschichte des Kalifornierkaninchens
Das Kalifornierkaninchen ist nach seinem Ursprungsland, dem US-Bundesstaat Kalifornien benannt, wo es aus Russenkaninchen, Weißen Neuseeländern und Großchinchilla-Kaninchen in den 1920er-Jahren gezüchtet wurde. Als Züchter wird George S. West angegeben. Ziel der Zucht war ein typisches Nutzkaninchen mit gutem Fleischansatz, feinem Knochenbau, schnellem Wachstum und einen dichten, möglichst weißem Fell. Das Großchinchilla-Kaninchen wurde eingekreuzt, um das erstrebte dichte und weiche Fell zu erreichen. 1928 sollen die ersten Tiere mit einer dem Russenkaninchen gleichenden Zeichnung und einem Gewicht von etwa 4 kg erreicht worden sein. Seit 1939 wurde die Rasse in den USA anerkannt, 1947 erfolgte die Einfuhr nach Großbritannien und Mitte der 1960er-Jahre auf das europäische Festland. Seit 1968 ist die Rasse in Deutschland anerkannt, in den Niederlanden seit 1966.

## Kalifornier heute
Kalifornier sind eine relativ seltene Kaninchenrasse. Vermutlich durch das größere Gewicht und die kompaktere Form bildet sich die typische Zeichnung deutlich unsauberer als beim Russenkaninchen aus. Gut gefärbte Kalifornierkaninchen zeigen meist nicht den geforderten Typ und haben Schwierigkeiten, das volle Gewicht zu erreichen und umgekehrt.

## Ähnliche Rassen
Das Russenkaninchen des deutschen Rassekaninchenstandards ist deutlich kleiner (Gewicht rund 2,25 kg) und schlanker als das Kalifornierkaninchen.
Der europäische Standard kennt ein Großes Russenkaninchen, bei gleicher Gewichtsforderung, das insgesamt etwas schlanker wirkt und im Typ dem Russenkaninchen entspricht.
In den „Bewertungsbestimmungen für Rassekaninchen in sozialistischen Ländern“, die von 1980 bis zur Wiedervereinigung auch in der DDR galten, war das Nitraner Kaninchen anerkannt, eine tschechische Züchtung, ein mittelgroßes Kaninchen mit blauen Abzeichen, die auch heute noch in der Tschechischen Republik gezüchtet wird.
Als neue slowakische Rasse wurde 2004 das Zobor-Kaninchen anerkannt. Dieses Kaninchen entspricht in Form und Typ dem Kalifornier, zeigt aber die Russenabzeichen nur an Ohre, Blume und Partien der Hinterläufe, d. h. im Gegensatz zum Kalifornier besitzt es keine Maske und weiße Vorderläufe. Mit einem Idealgewicht von 4,25 bis 5,25 kg (Slowakischer Standard) ist es etwas größer als der Kalifornier.
Die Rasse entstand aus Kreuzungen des Nitraner Kaninchens mit Weißen Neuseeländern, Die Zeichnung kommt durch Kombination des Russenfaktors (Agromelanie) mit der Holländerscheckung zustande, die, durch den Albinismus überdeckt, in den zur Kreuzung verwendeten Weißen Neuseeländern vorhanden gewesen sein muss. Die Kälteschwärzung bei Jungtieren führt beim Zoborkaninchen zu einem Anflug in Form der Holländerzeichnung.
Das Zoborkaninchen ist in der Slowakei in den Farbschlägen schwarz, havannafarbig und blau zugelassen.
Kaninchen vom Typ und Farbe des Kaliforniers werden weltweit zur Fleischerzeugung gezüchtet, ohne dass auf besondere Rassemerkmale geachtet wird.